# Plymouth (automerk)

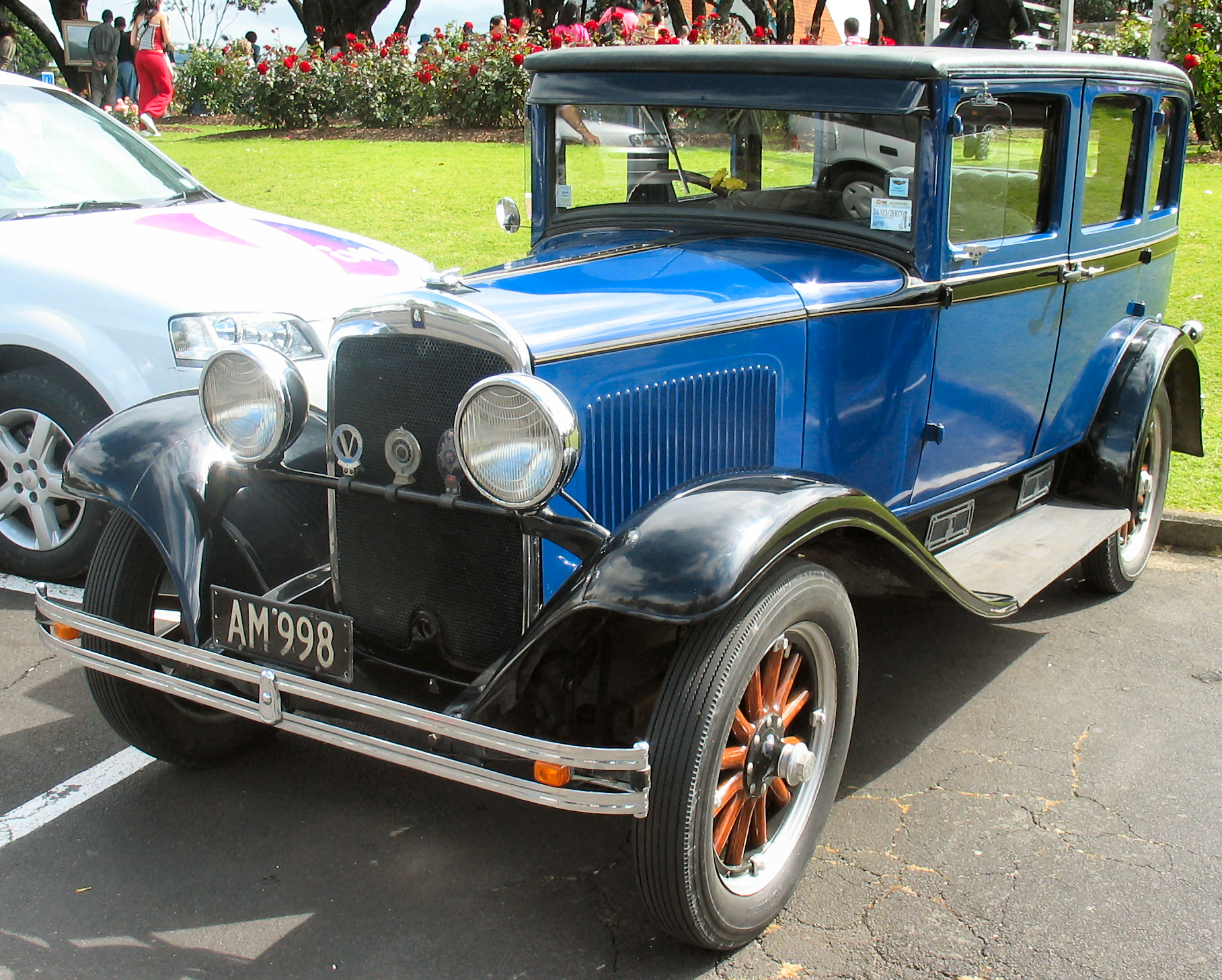
Plymouth uit 1928

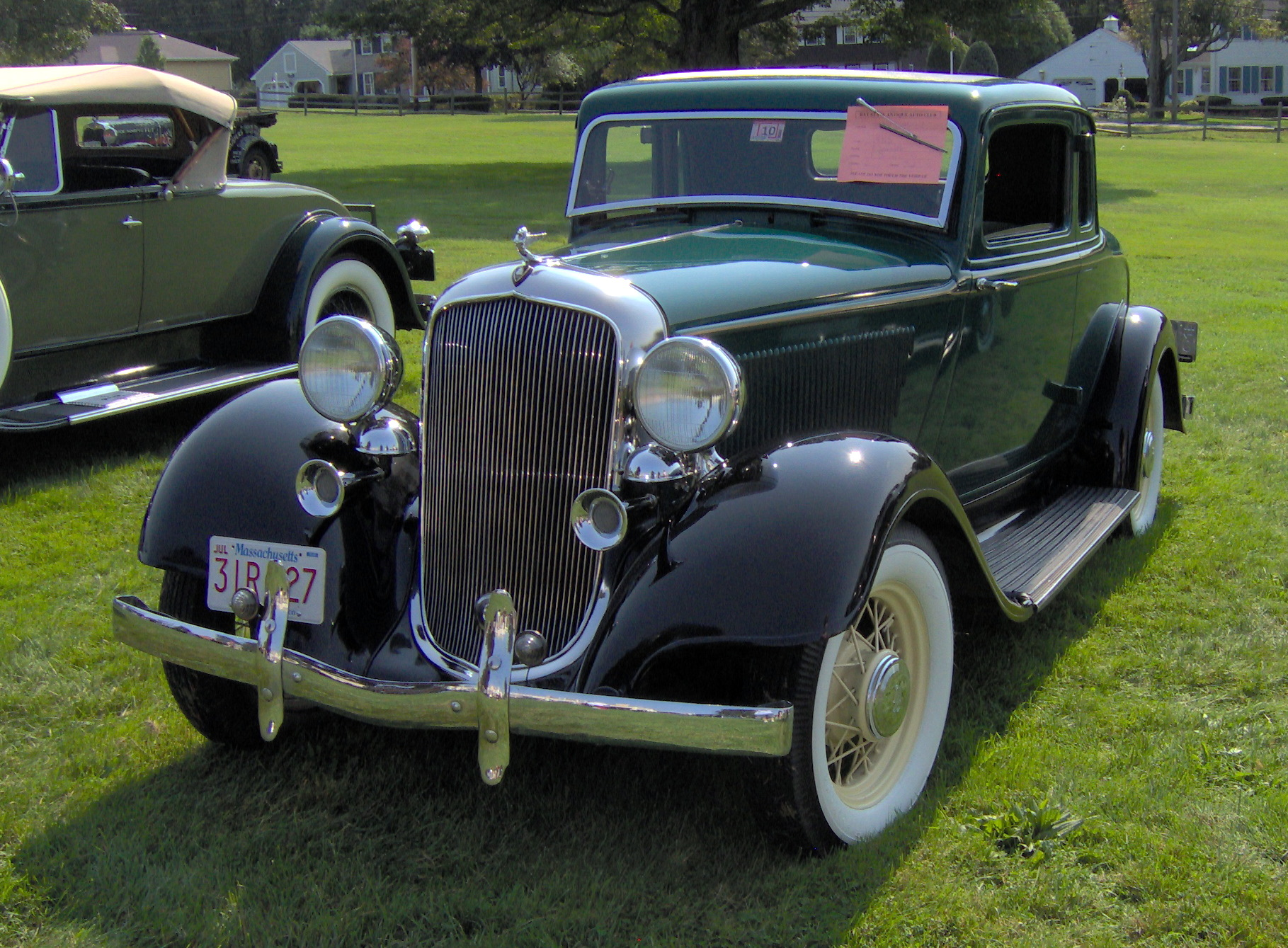
Plymouth uit 1933

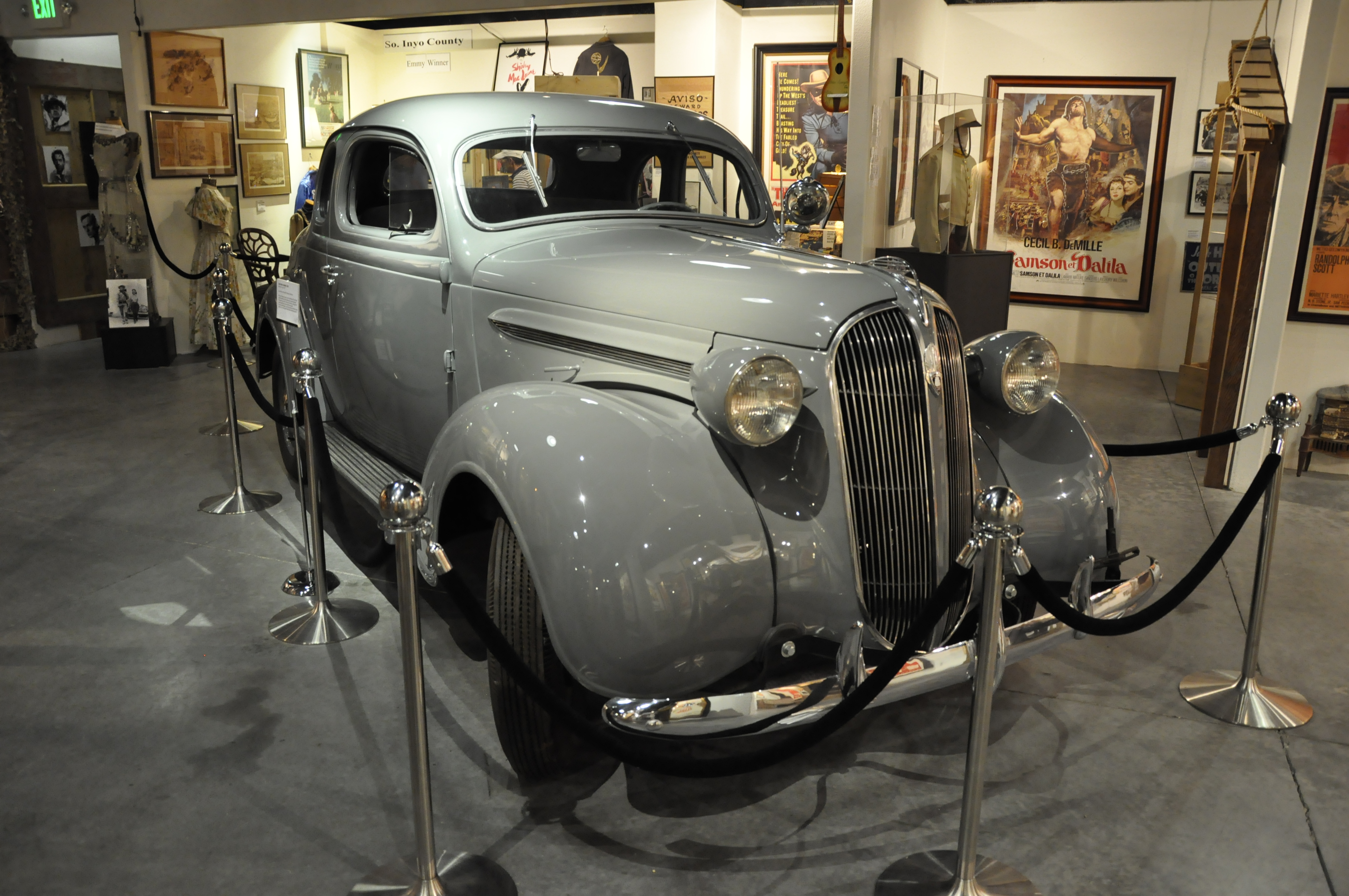
Plymouth Coupé uit 1937

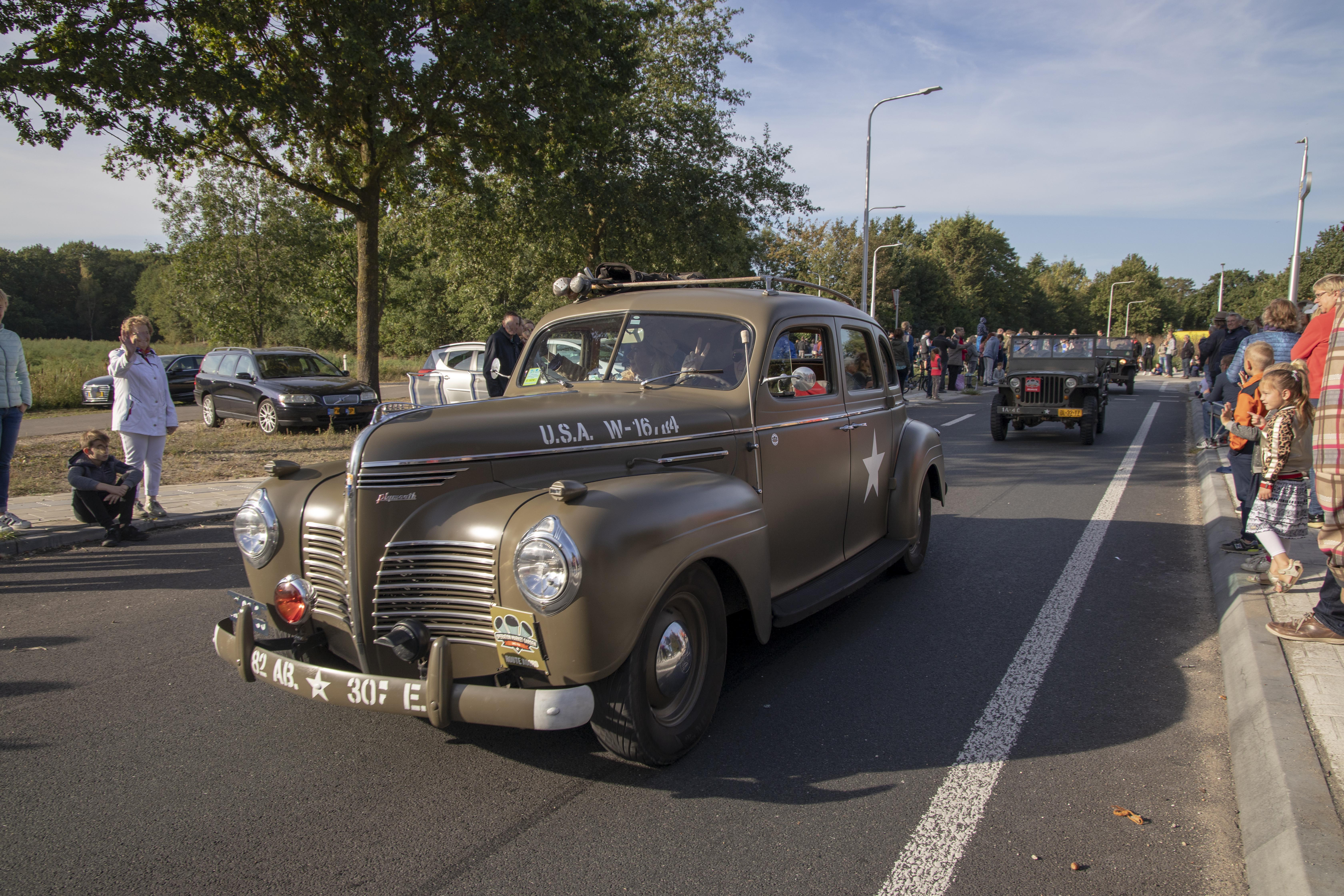
Plymouth P10 uit de Tweede Wereldoorlog

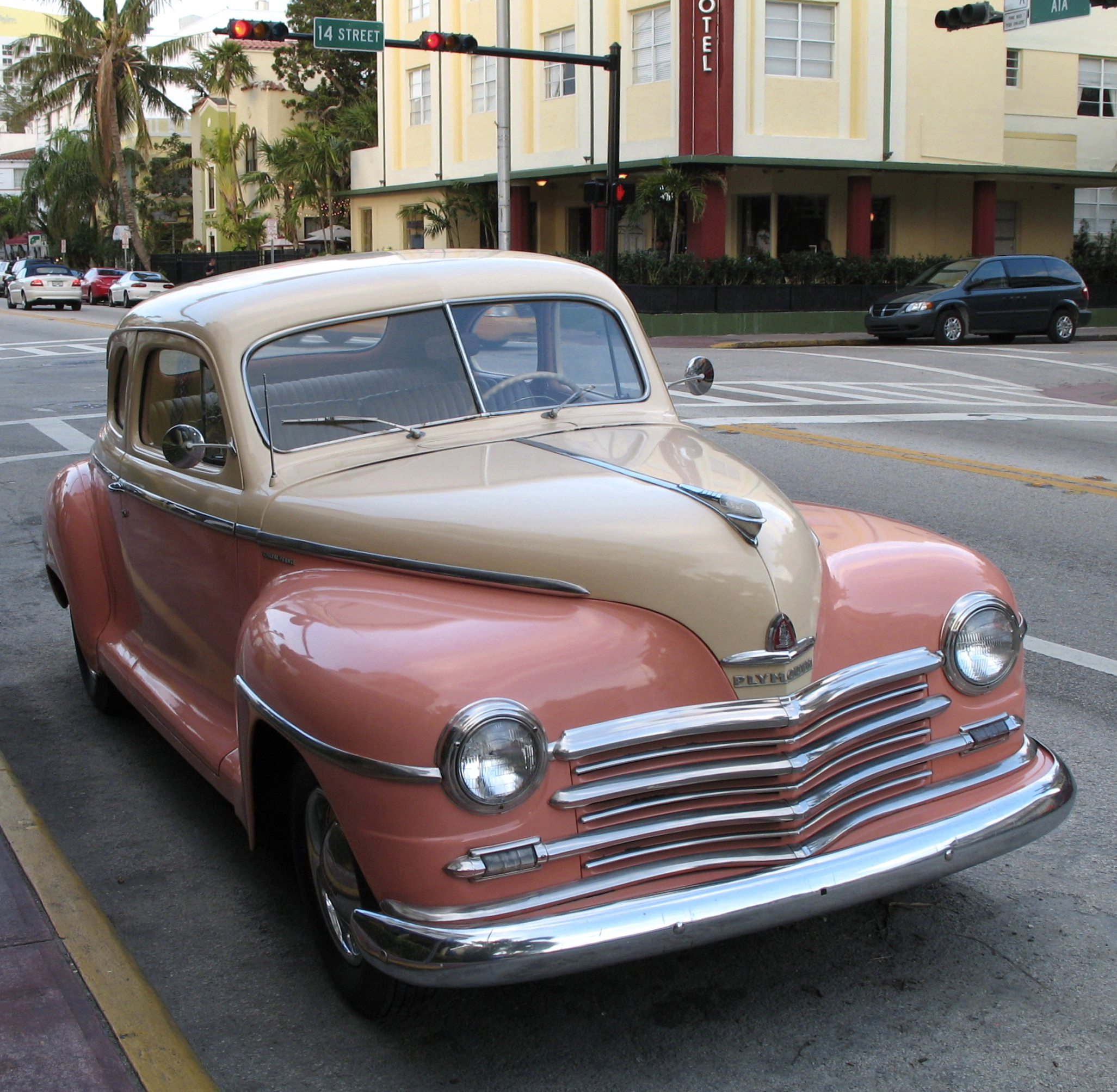
Plymouth Coupé uit 1948

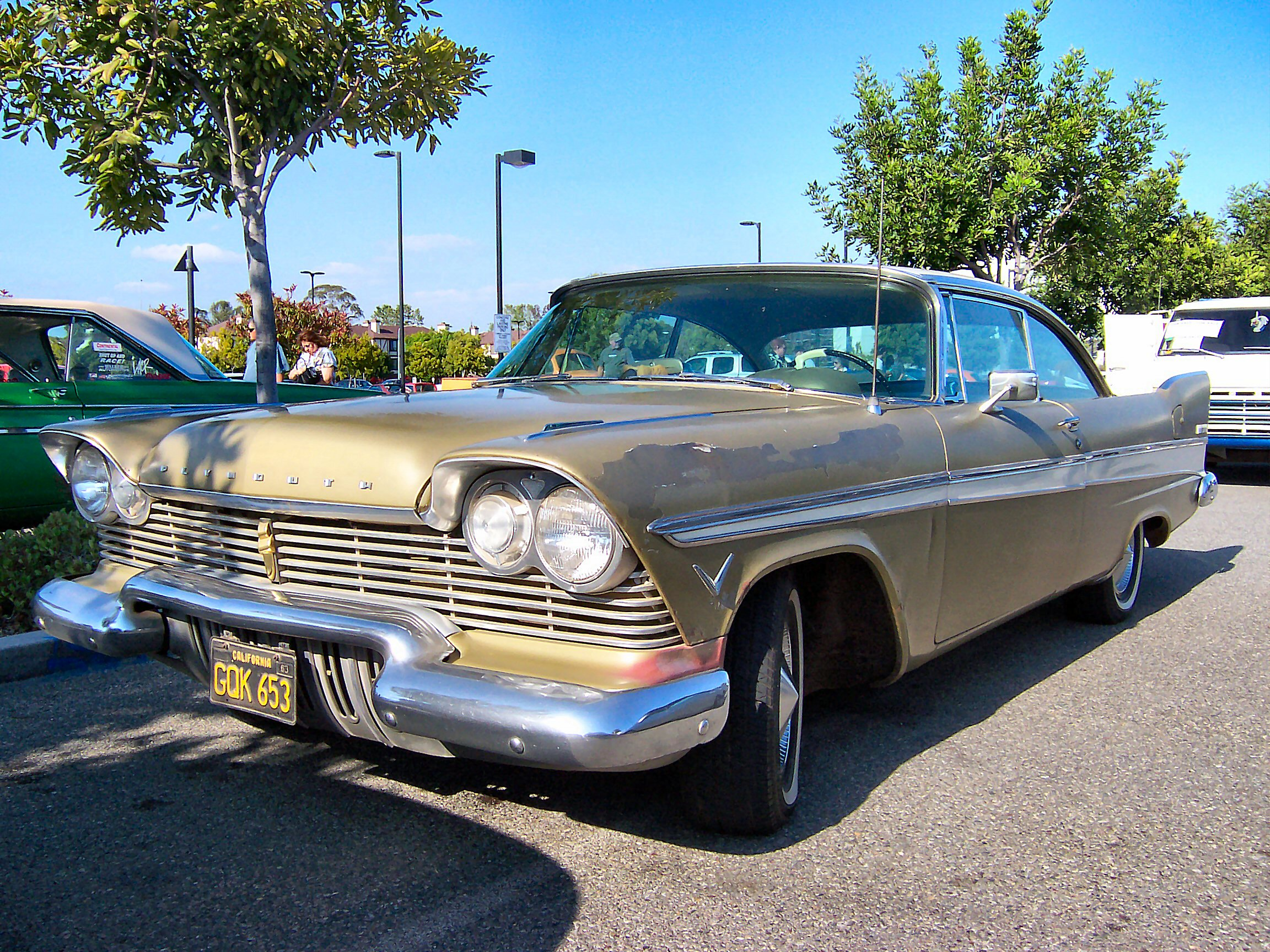
Plymouth Belvedere uit 1957

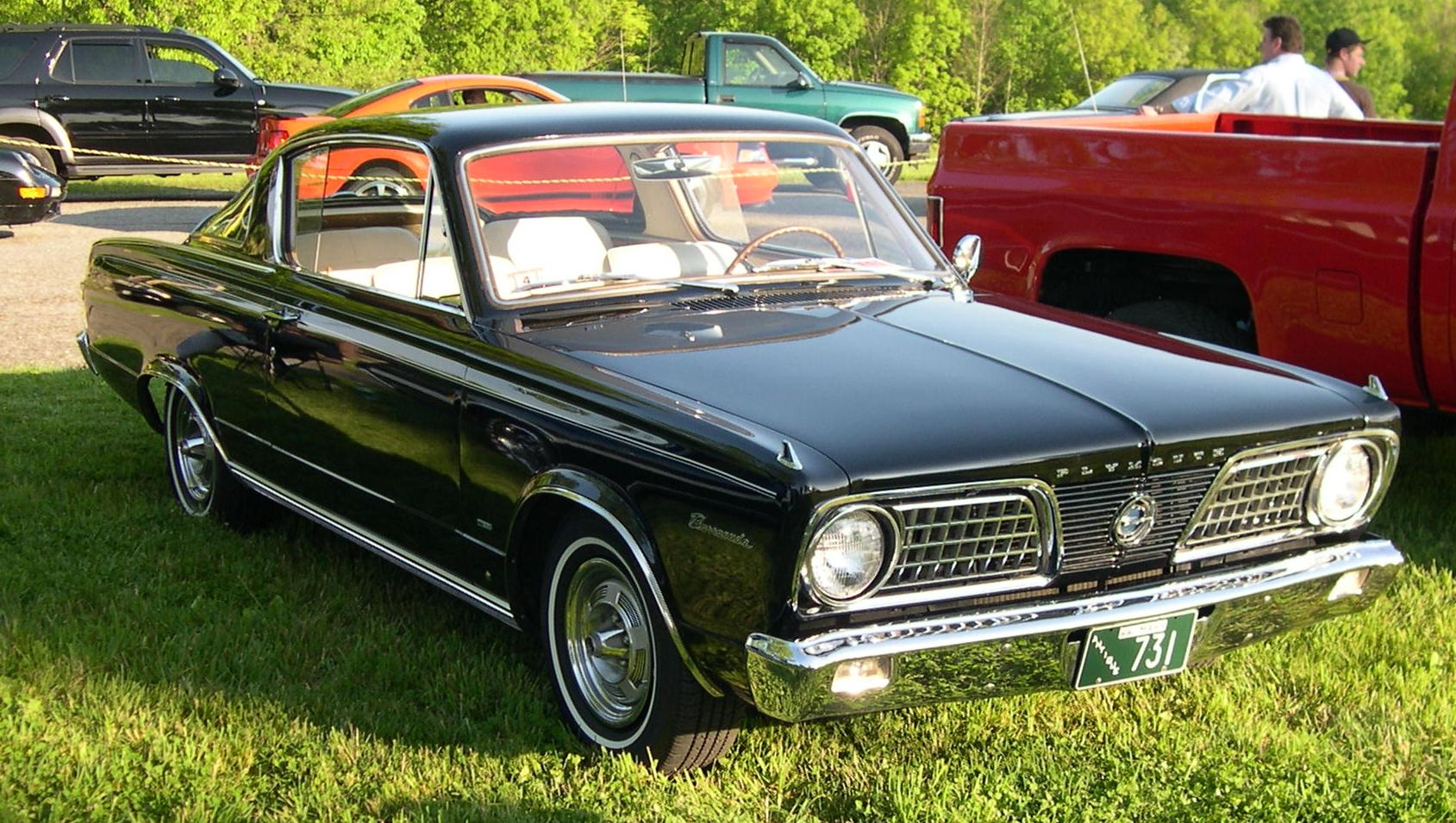
Plymouth Barracuda uit 1966

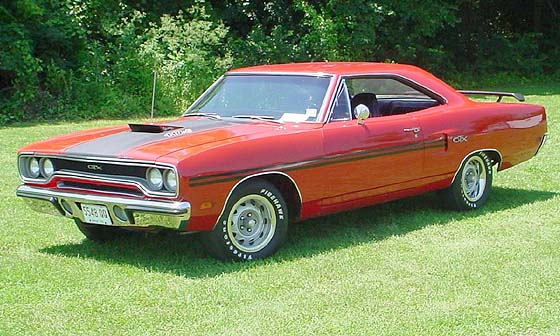
Plymouth GTX uit 1970

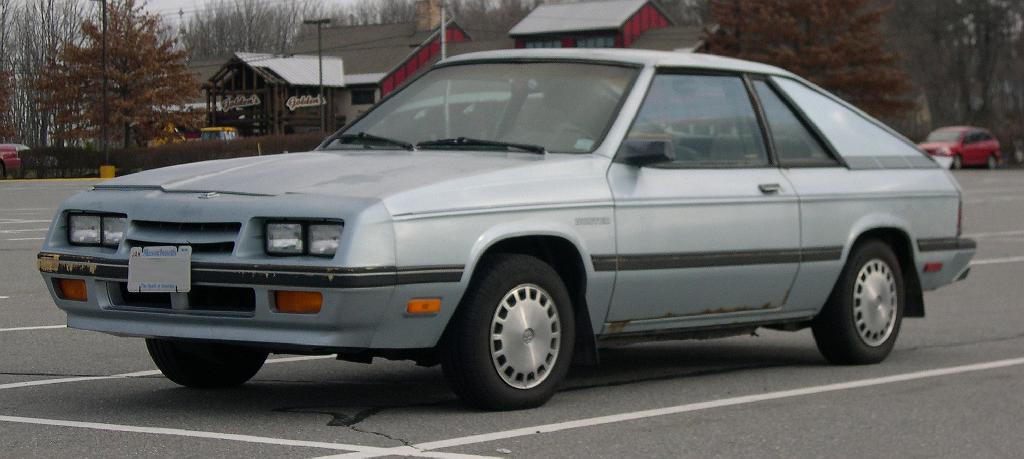
Plymouth Duster uit 1985-1986

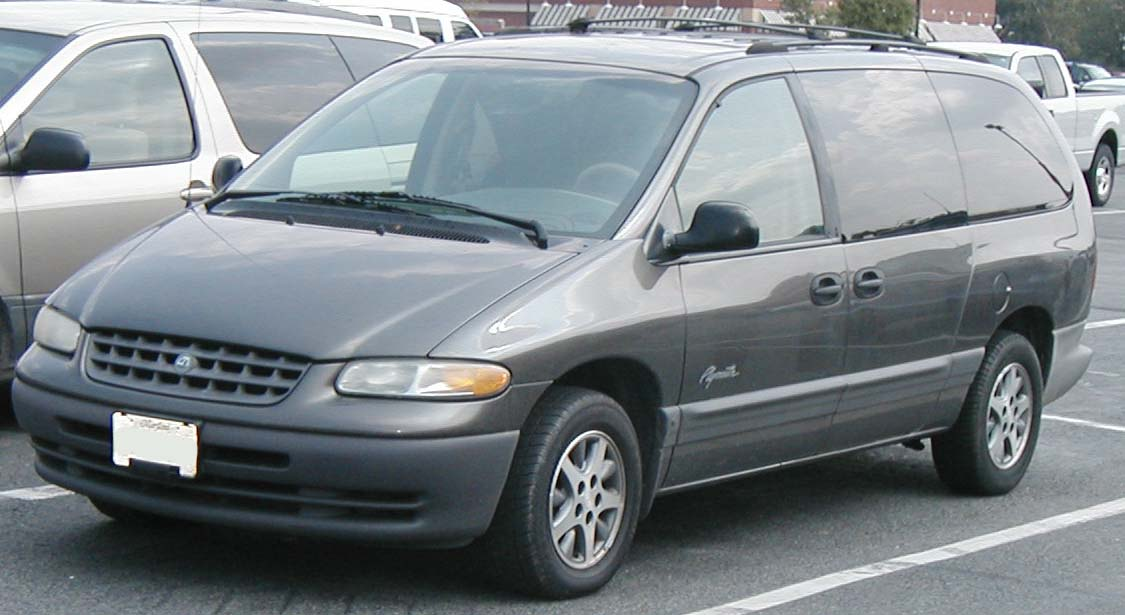
Plymouth Grand Voyager uit 1996-2000

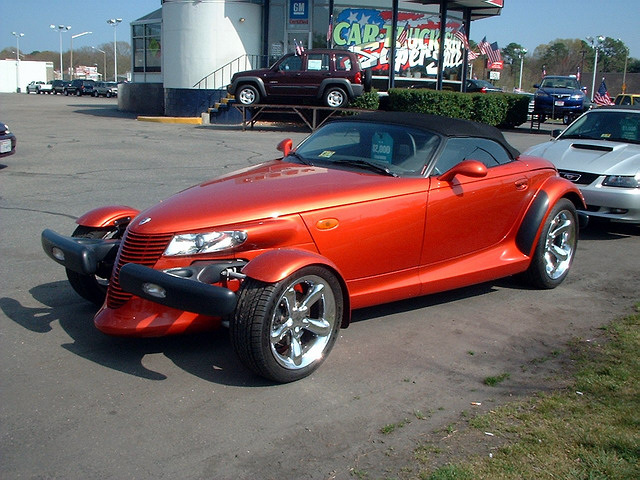
Plymouth Prowler uit 1997-2001

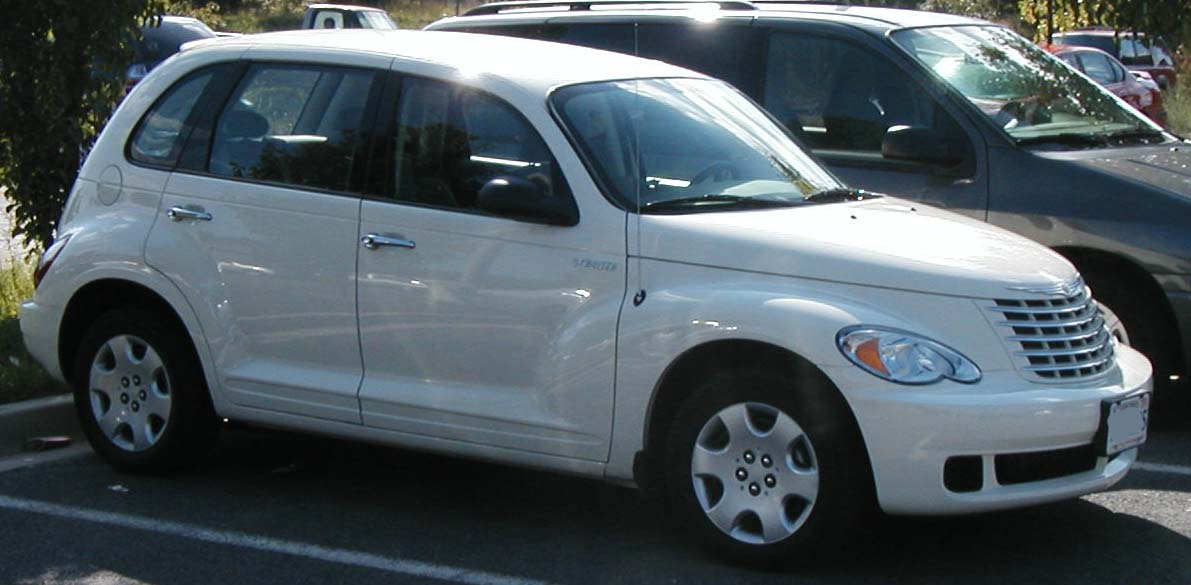
Chrysler PT Cruiser

Plymouth was een Amerikaans automerk dat in 1928 werd opgericht door Chrysler. Plymouth was bedacht als een goedkoop model van Chrysler maar werd later een eigen merk. Nadat de Chrysler Corporation in 1998 met Daimler-Benz was gefuseerd werd Plymouth in 2001 opgeheven.

## De naam
Dit was Chrysler's officiële uitleg over de naam Plymouth:

Als product van Chrysler's techniek en vakmanschap werd Plymouth alzo genoemd vanwege de duurzaamheid en de kracht, de ruwheid en de onbeperktheid, die de eerste Amerikaanse kolonisten zo typeerde.

Die kolonisten hadden de Plymouth Colony gesticht nadat ze naar Amerika waren gekomen vanuit Engeland met de Mayflower.
Walter Chrysler had een populaire naam gewild die de mensen meteen zouden herkennen. Een van de directieleden, Joe Frazer, had de naam Plymouth voorgesteld. Het eerste embleem van het merk toonde ook de Mayflower.

## Geschiedenis

### Het begin
Chrysler, dat zelf in 1925 was opgericht, richtte in 1928 het merk DeSoto op voor de middenklasse en nam Dodge over dat net boven DeSoto werd gepositioneerd. Datzelfde jaar werd Plymouth in het leven geroepen als het goedkope merk van het nieuwe concern. Het model van Maxwell, dat mee was opgegaan in Chrysler, was in 1926 gefacelift en gelanceerd als goedkope Chrysler. In 1928 werd dat model weer gefacelift en
dit keer uitgebracht als Plymouth. Het nieuwe merk werd geïntroduceerd op 7 juni 1928 nadat de eerste Plymouth al op 11 januari gebouwd was. Chrysler ging daarmee de concurrentie aan met Ford en General Motors' Chevrolet. Gedurende haar
bestaan was Plymouth meestal nummer drie qua verkopen. Plymouth was iets duurder dan de concurrenten maar de auto's waren meestal beter uitgerust met innoverende zaken zoals hydraulische remmen.

### De Grote Depressie
Een paar jaar na de introductie van Plymouth begon de economische crisis. In die periode wonnen goedkope auto's veel aan populariteit en werd Plymouth een belangrijk merk voor Chrysler. Plymouth was ook een van de weinige Amerikaanse automerken waarvan tijdens die periode de verkopen stegen. Samen met Dodge zorgde Plymouth ervoor dat Chrysler de jaren dertig doorkwam. Met DeSoto en Chrysler zelf ging het toen allesbehalve goed. Al in 1931 werd Plymouth de nummer drie op de Amerikaanse markt. In de jaren veertig werd het merk zelfs even de nummer
twee.

### Na de Tweede Wereldoorlog
Na de Tweede Wereldoorlog, waarin Plymouths productie enkele jaren had stilgelegen, groeide de economie explosief en ontstond een enorme vraag naar auto's. Chrysler's autodivisies waren in wanbeheer geraakt waarbij de merken niet alleen met andere autobouwers concurreerden maar ook met elkaar. Daarnaast waren alle modellen van het vooroorlogse verouderde type. Alleen dankzij de grote vraag naar auto's overleefde Chrysler het einde van de jaren veertig.
Na de Tweede Wereldoorlog, maar ook tijdens de Koreaanse Oorlog begin jaren vijftig, bleven grondstoffen schaars. Om staal te sparen werd minder plaatstaal gebruikt om een Plymouth te bouwen. Dit gold ook voor Chryslers andere merken. Chryslers raad van bestuur besliste ook dat de productie van Plymouths als eerste zou worden gestaakt wanneer de grondstoffen te schaars zouden worden. Ondanks alle problemen bleef Plymouth de op twee na grootste in de VS, op de hielen gezeten door Buick.
Toen de Koreaanse Oorlog in 1953 eindigde aan de onderhandelingstafel kwam er ook een einde aan het schaarsteprobleem. Ford wilde opnieuw de grootste autobouwer van de VS worden en begon een prijzenoorlog. Toenmalig nummer één Chevrolet volgde. Om mee te kunnen moest Plymouth meer gaan produceren. De fabrieken draaiden op overcapaciteit met zo'n 20.000 exemplaren per week. Ter vergelijking Ford bouwde 26.000 stuks per week, en Chevrolet 37.500. Die overproductie ging echter ten koste van de kwaliteit.

### Een rampjaar
Een en ander leidde ertoe dat 1954 een rampjaar werd voor Plymouth. De verkoop nam met 40% af, de productie met 60%, en de derde plaats in de VS werd verloren aan Buick. Plymouth werd vijfde, nog na Oldsmobile. Daarbij lagen twee assemblagefabrieken in het begin van het jaar een week stil door een staking. Ondertussen ging ook de prijzenoorlog door. De grote drie dumpten hun auto's gewoon bij de dealers en uiteindelijk moest zelfs het Amerikaans Congres tussenbeide komen. Vele onafhankelijke autobouwers, zoals Nash, Packard en Studebaker, konden de situatie niet aan en verdwenen.

### Een topjaar
Voor 1955 brachten de meeste autobouwers in de VS hun gloednieuwe modellen uit. Voor sommige waren het de eerste in tien jaar. De nieuwe lijnen van Chrysler - met Plymouth - waren getekend door Virgil Exner die in 1953 was aangenomen, en hadden diens Forward Look-stijl gekregen. 1955 werd een recordjaar met een onstuitbare vraag. Exner kwam al snel aan het hoofd van de ontwerpafdeling te staan. Hij schrapte al het werk voor modeljaar 1957 en ging meteen aan het werk voor modeljaar 1960. De modellen werden gefacelift voor 1956 en de verwachtingen waren hoog gespannen. De verkoop liep echter sterk terug waardoor 1956 een teleurstellend jaar werd. De productie was met 20% gedaald. Wel succesvol dat jaar was de nieuwe gelimiteerde Plymouth Fury.
In 1957 werkten de ontwerpen van Virgil Exner weer uitstekend en schreef Plymouth opnieuw een topjaar. Er werden meer dan 726.000 exemplaren verkocht, zelfs meer dan in 1955. Nu begonnen kwaliteitsproblemen op te duiken. De modellen waren te snel ontwikkeld, met lekkage en roest, afschilferende lak, trillingen en andere problemen tot gevolg. Plymouth was opnieuw de nummer drie in de VS geworden qua productiecijfers. Voor 1958 werden de Plymouths opnieuw gefacelift en snel in productie genomen. Weer werd het merk geplaagd door kwaliteitsproblemen. De verkoop daalde 41% tegenover het voorgaande jaar. In 1959 kregen de modellen opnieuw een face-lift.

### De achteruitgang
Naast de niet aflatende kwaliteitsproblemen ontstond ook een nieuw probleem. De prijzen van Chrysler's vier merken kwamen steeds dichter bij elkaar te liggen. Dit betekende onder andere dat een klant een hoger gepositioneerde Chrysler kon kopen die maar een fractie meer kostte dan een DeSoto. Dat laatste merk verloor hierdoor marktaandeel en zou in 1961 van het toneel verdwijnen. De marketingchaos bij Chrysler zorgde ook bij Plymouth voor problemen. Een klant kon voor een geringe meerprijs een grotere Dodge kopen.
In 1960 introduceerde Chrysler ook het nieuwe merk Valiant dat een compact op de Europese auto gericht model moest worden. Een jaar later verdween Valiant al weer als merk en werd het model verkocht als Plymouth Valiant. Plymouths verkopen bleven aanhoudend achteruitgaan - onder de 400.000 stuks in 1961 - en de Valiant moest de cijfers weer opkrikken.
Waar Plymouth eind jaren vijftig aan het voorfront van het design had gestaan, konden de modellen van begin jaren zestig het publiek niet bekoren. Als gevolg daarvan namen de verkopen sterk af.

### De financiële crisis
De meer traditioneel getekende modellen voor 1965 trokken weer een groter publiek aan. Medio 1966 verscheen de Barracuda. In 1971 en 1974 stond Plymouth zelfs weer op de derde plek in de Amerikaanse verkooplijsten. Dit was vooral te danken aan de compacte Valiant en Duster.
Eind jaren zeventig stond Chrysler aan de financiële afgrond en daarvan werd Plymouth het grootste slachtoffer. Marketingbeslissingen dunden het gamma uit tot slechts enkele modellen. In 1979 verkocht Plymouth nog slechts twee eigen modellen: de Volaré en de Horizon. De overige modellen werden geïmporteerd van Mitsubishi en kregen een Plymouth-embleem opgeplakt. In de jaren 1980 waren de ergste problemen van Chrysler voorbij, maar Plymouth's gamma bleef onvolledig. Chrysler's nieuwste succesproduct, de minivan, werd naast de Dodge Caravan ook als Plymouth Voyager verkocht.

### Het einde
Eind jaren 1990 was Plymouth's productgamma verder uitgedund tot slechts vier modellen. De Breeze, de Voyager, de Neon en de Prowler. Daarvan was slechts de Prowler uniek voor Plymouth. De Plymouth Breeze was een kopie van de Chrysler Stratus; de Neon en de Voyager hadden ook broers bij Chrysler, die dezelfde naam droegen.
Nadat het merk Eagle was stopgezet in 1998 plande Chrysler een uitbreiding van Plymouth's gamma met enkele eigen modellen. Het eerste daarvan was de retro Prowler geweest. Oorspronkelijk was ook de PT Cruiser voor Plymouth bestemd geweest. De Prowler en de PT Cruiser waren gelijkaardig qua stijl en toonden aan dat Chrysler van Plymouth een retromerk wilde maken.
De fusie van de Chrysler Corporation met Daimler-Benz in 1998 betekende het einde van Plymouth. Omdat Plymouth slechts één uniek model had besliste DaimlerChrysler het merk niet verder te laten bestaan. In 2000 stopte de productie van de Breeze, de Prowler en de Voyager. In het 2001 werd besloten nog 2001 Neons te maken, waarna het merk van de markt verdween. De Neon uit 2000 was Plymouth's laatste model en de PT Cruiser werd uiteindelijk gelanceerd als een Chrysler. Ook de Prowler en de Voyager gingen naar Chrysler. Op 28 juni 2001 liep de allerlaatste Plymouth in de Belvidere Assembly-fabriek van de band.

## Verkoopcijfers
Plymouth's verkoopcijfers in de Verenigde Staten:
| Jaar | Plymouth | % Van totaal Chrysler |
| ---- | -------- | --------------------- |
| 2000 | 87.246   | 3%                    |
| 2001 | 31.574   | 1%                    |

## Modellen

### Bedrijfsvoertuigen
- Plymouth PV-Sedan Delivery
- Plymouth PT-50
- Plymouth PT-57
- Plymouth PT-81
- Plymouth PT-105
- Plymouth PT-125
- Plymouth P-14-S

### Conceptauto's
- 1951: Plymouth XX-500
- 1954: Plymouth Belmont
- 1954: Plymouth Explorer
- 1958: Plymouth Cabana
- 1960: Plymouth XNR
- 1964: Plymouth Satellite II
- 1965: Plymouth V.I.P.
- 1967: Plymouth Barracuda Formula SX
- 1969: Plymouth Duster I Road Runner
- 1970: Plymouth Rapid Transit System 'Cuda 440
- 1970: Plymouth Rapid Transit System Road Runner
- 1970: Plymouth Roadrunner Superbird

- 1970: Plymouth Rapid Transit System Duster 340
- 1986: Plymouth Concept Voyager II
- 1988: Plymouth Slingshot
- 1989: Plymouth Speedster
- 1990: Plymouth Voyager III
- 1993: Plymouth Prowler
- 1994: Plymouth Neon Espresso
- 1995: Plymouth Backpack
- 1997: Plymouth Pronto
- 1998: Plymouth Pronto Spyder
- 1999: Plymouth Howler

## Productieaantallen
Plymouth's productiecijfers in de VS waar bekend:
| - 1930: 108.350 - 1931: 75.510 - 1932: 186.106 - 1933: 298.557 - 1934: 321.171 - 1935: 350.884 - 1936: 520.025 - 1937: 566.128 - 1938: 285.704 - 1939: 423.850 - 1940: 430.208 - 1941: 522.080 - 1942: 152.427 - 1943: 0 - 1944: 0 - 1945: 0 - 1946: 264.660 - 1947: 382.290 - 1948: 412.540 - 1949: 520.385 - 1950: 610.954 - 1951: 611.000 - 1952: 396.000 - 1953: 650.451 - 1954: 463.148 - 1955: 705.455 - 1956: 571.634 - 1957: 726.009 - 1958: 443.799 - 1959: 458.261 | - 1960: 483.969 - 1961: 356.257 - 1962: 339.527 - 1963: 488.448 - 1964: 551.633 - 1965: 728.228 - 1966: 687.514 - 1967: 638.075 - 1968: 790.239 - 1969: 751.134 - 1970: 747.508 - 1971: 702.113 - 1972: 756.605 - 1973: 882.196 - 1974: 739.894 - 1975: 454.105 - 1976: 519.962 - 1977: 546.132 - 1978: 501.129 - 1979: 372.449 - 1980: 290.974 - 1981: 393.633 - 1982: 247.936 - 1983: 273.489 - 1984: 357.764 - 1985: 393.711 - 1986: 350.573 - 1987: 443.806 - 1988: 336.070 - 1989: 268.442 - 1990: 206.289 |  |